# Metacarpophalangealgelenk

Handknochen des Menschen

Die Fingergrundgelenke (lat. Articulationes metacarpophalangeae, auch „MCP“ abgekürzt) gehören zu den Fingergelenken. Sie verbinden die Mittelhandknochen (Ossa metacarpi) mit den Grundgliedern (Phalanges proximales) der Finger (Digiti).
Unterschieden wird hier zwischen dem Daumengrundgelenk (Articulatio metacarpophalangea pollicis) und den Fingergrundgelenken der restlichen vier Finger (Articulationes metacarpophalangeae II-V).
Die Gelenkpfanne wird vom Fingergrundglied (Phalanx proximalis) gebildet, der Gelenkkopf vom Mittelhandknochen (Os metacarpi).

## Daumengrundgelenk (Articulatio metacarpophalangea pollicis)
Das Daumengrundgelenk ist funktionell ein Scharniergelenk. In diesem Gelenk sind Beugung (Flexion) und Streckung (Extension) von insgesamt etwa 50 Grad möglich. Zusätzlich kann geringfügig abgespreizt (abduziert), angespreizt (adduziert) und gedreht (rotiert) werden. Die Gelenkkapsel ist weit und besitzt Seitenbänder (Kollateralbänder).

## Fingergrundgelenke (Articulationes metacarpophalangeae II-V)
Die Fingergrundgelenke II-V sind von der Anlage her Kugelgelenke, deren drei mögliche Freiheitsgrade jedoch in der Rotation durch den Bandapparat eingeschränkt sind. So sind in den Fingergrundgelenken nur noch Flexion/Extension sowie radiale/ulnare Abduktion/Adduktion verfügbar. 
Die Kollateralbänder (Ligamenta collateralia) verlaufen von proximal/dorsal nach distal/palmar. So sind sie bei Beugung angespannt und verhindern die Abduktion in dieser Position. Außerdem werden die Fingergrundgelenke II-V untereinander durch die Ligamenta metacarpalia transvera profunda und superficialia verbunden. Ihre Fasern ziehen in die Gelenkkapsel und die Palmaraponeurose ein und verankern diese so. Damit werden die Mittelhandknochen untereinander befestigt und die Abduktion/Adduktion in den Fingergrundgelenken ermöglicht.

## Klinik
- Fingergrundgelenkreflex: Fremdreflex zur Überprüfung der Funktionstüchtigkeit des Rückenmarks
- Gaenslen-Zeichen: Schmerzen in den Fingergrundgelenken bei Druckausübung im Rahmen der chronischen Polyarthritis